# Pyricularia zizaniicola
Pyricularia zizaniicola är en svampart som beskrevs av Hashioka 1973. Pyricularia zizaniicola ingår i släktet Pyricularia och familjen Magnaporthaceae.   Inga underarter finns listade i Catalogue of Life.